# Ranunculus canus
Ranunculus canus är en ranunkelväxtart som beskrevs av George Bentham. Ranunculus canus ingår i släktet ranunkler, och familjen ranunkelväxter. Inga underarter finns listade i Catalogue of Life.